# Lasiopogon chrysotus
Lasiopogon chrysotus là một loài ruồi trong họ Asilidae. Lasiopogon chrysotus được Cannings miêu tả năm 2002. Loài này phân bố ở vùng Tân Bắc giới.